# Nuoto ai XIX Giochi del Commonwealth
Il nuoto ai Giochi del Commonwealth 2010 ha visto lo svolgimento di 44 gare, 22 maschili e 22 femminili, tra cui 6 gare (i 50 m e 100 m stile libero e 100 m farfalla) dedicate ad atleti disabili.

## Medagliere
| #      | Nazione            | Oro | Argento | Bronzo | Totale |
| ------ | ------------------ | --- | ------- | ------ | ------ |
| 1      | Australia          | 21  | 16      | 16     | 53     |
| 2      | Inghilterra        | 7   | 16      | 11     | 34     |
| 3      | Sudafrica          | 7   | 4       | 5      | 16     |
| 4      | Canada             | 5   | 1       | 4      | 10     |
| 5      | Scozia             | 2   | 3       | 4      | 6      |
| 6      | Kenya              | 1   | 0       | 0      | 1      |
| 7      | Nuova Zelanda      | 0   | 4       | 2      | 6      |
| 8      | Galles             | 0   | 1       | 3      | 4      |
| 9      | Papua Nuova Guinea | 0   | 1       | 0      | 1      |
| 10     | India              | 0   | 0       | 1      | 1      |
| Totale | Totale             | 43  | 46      | 46     | 155    |

## Podi

### Uomini
| Evento               | Oro | Prest.   | Argento                                                                                               | Prest.   | Bronzo | Prest.   |
| Stile libero         | |          | |          | |          |
| 50 m                 | Brent Hayden                                                                                               | 22.01    | Roland Schoeman                                                                                       | 22.14    | Gideon Louw                                                                                                  | 22.22    |
| 50 m S9              | Matthew Cowdrey                                                                                            | 25.33    | Simon Miller                                                                                          | 26.70    | Prasanta Karmaka                                                                                             | 27.48    |
| 100 m                | Brent Hayden                                                                                               | 47.98    | Simon Burnett                                                                                         | 48.54    | Eamon Sullivan                                                                                               | 48.69    |
| 100 m S8             | Ben Austin                                                                                                 | 1:00.44  | Sean Fraser                                                                                           | 1:00.77  | Blake Cochrane                                                                                               | 1:00.95  |
| 100 m S10            | Benoît Huot                                                                                                | 53.70    | Andrew Pasterfield                                                                                    | 55.04    | Rob Welbourn                                                                                                 | 55.10    |
| 200 m                | Robbie Renwick                                                                                             | 1:47.88  | Kenrick Monk                                                                                          | 1:47.90  | Thomas Fraser-Holmes                                                                                         | 1:48.22  |
| 400 m                | Ryan Cochrane                                                                                              | 3:48.48  | Ryan Napoleon                                                                                         | 3:48.59  | David Carry                                                                                                  | 3:50.06  |
| 1500 m               | Ryan Cochrane                                                                                              | 15:01.49 | Heerden Herman                                                                                        | 15:03.70 | Daniel Fogg                                                                                                  | 15:13.50 |
| Dorso                | |          | |          | |          |
| 50 m                 | Liam Tancock                                                                                               | 24.62    | Hayden Stoeckel                                                                                       | 25.08    | Ashley Delaney                                                                                               | 25.21    |
| 100 m                | Liam Tancock                                                                                               | 53.59    | Daniel Bell                                                                                           | 54.43    | Ashley Delaney                                                                                               | 54.51    |
| 200 m                | James Goddard                                                                                              | 1:55.58  | Gareth Kean                                                                                           | 1:57.37  | Ashley Delaney                                                                                               | 1:58.18  |
| Rana                 | |          | |          | |          |
| 50 m                 | Cameron van der Burgh                                                                                      | 27.18    | Glenn Snyders Brenton Rickard                                                                         | 27.67    | |          |
| 100 m                | Cameron van der Burgh                                                                                      | 1:00.10  | Christian Sprenger                                                                                    | 1:00.29  | Brenton Rickard                                                                                              | 1:00.46  |
| 200 m                | Brenton Rickard                                                                                            | 2:10.89  | Michael Jamieson                                                                                      | 2:10.97  | Christian Sprenger                                                                                           | 2:11.44  |
| Farfalla             | |          | |          | |          |
| 50 m                 | Jason Dunford                                                                                              | 23.35    | Geoff Huegill                                                                                         | 23.37    | Roland Schoeman                                                                                              | 23.44    |
| 100 m                | Geoff Huegill                                                                                              | 51.69    | Ryan Pini Antony James                                                                                | 52.50    | |          |
| 200 m                | Chad le Clos                                                                                               | 1:56.48  | Michael Rock                                                                                          | 1:57.15  | Stefan Hirniak                                                                                               | 1:57.26  |
| Misti                | |          | |          | |          |
| 200 m                | James Goddard                                                                                              | 1:58.10  | Joe Roebuck                                                                                           | 1:59.86  | Leith Brodie                                                                                                 | 2:00.00  |
| 400 m                | Chad le Clos                                                                                               | 4:13.25  | Joe Roebuck                                                                                           | 4:15.84  | Riaan Schoeman                                                                                               | 4:16.86  |
| Staffette            | |          | |          | |          |
| 4x100 m stile libero | Australia Kyle Richardson Eamon Sullivan Tommaso D'Orsogna James Magnussen Cameron Prosser*                | 3:13.92  | Inghilterra Simon Burnett Liam Tancock Grant Turner Adam Brown Ross Davenport*                        | 3:15.05  | Sudafrica Graeme Moore Gideon Loew Roland Schoeman Darian Townsend Chad le Clos*                             | 3:15.21  |
| 4x200 m stile libero | Australia Thomas Fraser-Holmes Nicholas Ffrost Ryan Napoleon Kenrick Monk Leith Brodie*                    | 7:10.29  | Scozia Andrew Hunter David Carry Jak Scott Robert Renwick Lewis Smith* Cameron Brodie*                | 7:14.02  | Sudafrica Jean Basson Darian Townsend Jan Venter Chad le Clos Sebastien Rousseau* Heerden Herman*            | 7:14.18  |
| 4x100 m misti        | Australia Ashley Delaney Brenton Rickard Geoff Huegill Eamon Sullivan Christian Sprenger* Kyle Richardson* | 3:33.15  | Sudafrica Charl Crous Cameron van der Burgh Chad le Clos Gideon Louw Sebastien Rousseau* Jean Basson* |          | Inghilterra Liam Tancock Daniel Sliwinski Antony James Simon Burnett Christopher Walker-Hebborn* Adam Brown* |          |

### Donne
| Evento               | Oro                                                                   | Prest.  | Argento                                                                 | Prest.  | Bronzo                                                                    | Prest.  |
| Stile libero         |                                                                       |         |                                                                         |         |                                                                           |         |
| 50 m                 | Yolane Kukla                                                          | 24.86   | Francesca Halsall                                                       | 24.98   | Hayley Palmer                                                             | 25.01   |
| 50 m S9              | Natalie Du Toit                                                       | 29.17   | Annabelle Williams                                                      | 29.42   | Stephanie Millward                                                        | 29.69   |
| 100 m                | Alicia Coutts                                                         | 54.09   | Emily Seebohm                                                           | 29.42   | Francesca Halsall                                                         | 54.57   |
| 100 m S9             | Natalie Du Toit                                                       | 1:02.36 | Stephanie Millward                                                      | 1:03.69 | Ellie Cole                                                                | 1:05.20 |
| 200 m                | Kylie Palmer                                                          | 1:57.50 | Jazmin Carlin                                                           | 1:58.29 | Rebecca Adlington                                                         | 1:58.47 |
| 400 m                | Rebecca Adlington                                                     | 4:05.68 | Kylie Palmer                                                            | 4:07.85 | Jazmin Carlin                                                             | 4.08.22 |
| 800 m                | Rebecca Adlington                                                     | 8:24.69 | Wendy Trott                                                             | 8:26.96 | Melissa Gorman                                                            | 8:32.37 |
| Dorso                |                                                                       |         |                                                                         |         |                                                                           |         |
| 50 m                 | Sophie Edington                                                       | 28.00   | Gemma Spofforth                                                         | 28.03   | Georgia Davies Emily Seebohm                                              | 28.33   |
| 100 m                | Emily Seebohm                                                         | 59.79   | Gemma Spofforth                                                         | 1:00.02 | Julia Wilkinson                                                           | 1:00.74 |
| 200 m                | Meagen Nay                                                            | 2:07.56 | Elizabeth Simmonds                                                      | 2:07.90 | Emily Seebohm                                                             | 2:08.28 |
| Rana                 |                                                                       |         |                                                                         |         |                                                                           |         |
| 50 m                 | Leiston Pickett                                                       | 30.84   | Leisel Jones                                                            | 31.10   | Kate Haywood                                                              | 31.17   |
| 100 m                | Leisel Jones                                                          | 1:05.84 | Samantha Marshall                                                       | 1:07.97 | Kate Haywood                                                              | 1:08.29 |
| 200 m                | Leisel Jones                                                          | 2:25.38 | Tessa Wallace                                                           | 2:25.60 | Sarah Katsoulis                                                           | 2:25.92 |
| Farfalla             |                                                                       |         |                                                                         |         |                                                                           |         |
| 50 m                 | Francesca Halsall                                                     | 26.24   | Marieke Guehrer                                                         | 26.27   | Emily Seebohm                                                             | 26.29   |
| 100 m                | Alicia Coutts                                                         | 57.53   | Ellen Gandy                                                             | 58.06   | Jemma Lowe                                                                | 58.42   |
| 100 m S9             | Natalie du Toit                                                       | 1:07.32 | Stephanie Millward                                                      | 1:13.11 | Ellie Cole                                                                | 1:14.04 |
| 200 m                | Jessica Schipper                                                      | 2:07.04 | Audrey Lacroix                                                          | 2:07.31 | Ellen Gandy                                                               | 2:07.75 |
| Misti                |                                                                       |         |                                                                         |         |                                                                           |         |
| 200 m                | Alicia Coutts                                                         | 2:09.70 | Emily Seebohm                                                           | 2:10.83 | Julia Wilkinson                                                           | 2:12.09 |
| 400 m                | Hannah Miley                                                          | 4:38.83 | Samantha Hamill                                                         | 4:39.45 | Keri-Anne Payne                                                           | 4:41.07 |
| Staffette            |                                                                       |         |                                                                         |         |                                                                           |         |
| 4x100 m stile libero | Australia Alicia Coutts Marieke Guehrer Felicity Galvez Emily Seebohm | 3:36.36 | Inghilterra Amy Smith Francesca Halsall Emma Saunders Jessia Sylvester  | 3.40.03 | Nuova Zelanda Hayley Palmer Penelope Marshall Amaka Gessler Natasha Hind  | 3.42.12 |
| 4x200 m stile libero | Australia Kylie Palmer Blair Evans Bronte Barratt Meagen Nay          | 7:53.71 | Nuova Zelanda Lauren Boyle Penelope Marshall Amaka Gessler Natasha Hind | 7:57.46 | Inghilterra Joanne Jackson Rebecca Adlington Emma Saunders Sasha Matthews | 7:58.61 |
| 4x100 m misti        | Australia Emily Seebohm Leisel Jones Jessica Schipper Alicia Coutts   | 3:56.99 | Inghilterra Gemma Spofforth Kate Haywood Ellen Gandy Francesca Halsall  | 4:00.09 | Canada Julia Wilkinson Annamay Pierse Audrey Lacroix Victoria Poon        | 4:03.96 |